# Nicole Pratt
Nicole Pratt (Mackay, 1973. március 5. –) ausztrál teniszezőnő. 1989-ben kezdte profi pályafutását, egy egyéni és kilenc páros WTA-tornát nyert. Legjobb egyéni világranglista-helyezése harmincötödik volt, ezt 2002 júniusában érte el.

## Eredményei Grand Slam-tornákon

### Egyéniben
| Torna           | 2008   | 2007   | 2006   | 2005   | 2004   | 2003   | 2002   | 2001   | 2000   | 1999   | 1998   | 1997   | 1996   | 1995   | 1994   | 1993   | 1992   | 1991   | 1990   |
| --------------- | ------ | ------ | ------ | ------ | ------ | ------ | ------ | ------ | ------ | ------ | ------ | ------ | ------ | ------ | ------ | ------ | ------ | ------ | ------ |
| Australian Open | 1. kör | 1. kör | 1. kör | 1. kör | 3. kör | 4. kör | 3. kör | 2. kör | 2. kör | 3. kör | 1. kör | -      | 1. kör | 1. kör | 1. kör | 1. kör | 2. kör | 1. kör | 2. kör |
| Roland Garros   | -      | 2. kör | -      | 1. kör | 2. kör | 1. kör | 2. kör | 2. kör | 1. kör | 1. kör | 2. kör | -      | -      | -      | -      | -      | -      | -      | -      |
| Wimbledon       | -      | 2. kör | 3. kör | 2. kör | 1. kör | 1. kör | 1. kör | 1. kör | 1. kör | 1. kör | 1. kör | 2. kör | -      | -      | -      | -      | -      | 1. kör | -      |
| US Open         | -      | 2. kör | 2. kör | 2. kör | 2. kör | 3. kör | 1. kör | 1. kör | 1. kör | 2. kör | 1. kör | 1. kör | -      | -      | -      | -      | -      | -      | -      |

## Év végi világranglista-helyezései
| Év       | 1989 | 1990 | 1991 | 1992 | 1993 | 1994 | 1995 | 1996 | 1997 | 1998  |
| Helyezés | 447. | 218. | 241. | 177. | 204. | 182. | 297. | 198. | 102. | 113.  |
| Év       | 1999 | 2000 | 2001 | 2002 | 2003 | 2004 | 2005 | 2006 | 2007 | 2008  |
| Helyezés | 58.  | 55.  | 52.  | 49.  | 53.  | 51.  | 127. | 78.  | 71.  | 1045. |